# Санаи
Абу́-ль-Маджд Маджду́д ибн А́дам Санаи́ (перс. ابوالمجد مجدود بن آدم سنایی‎; 1080, Газни — 1131, Газни) — персидский поэт, один из крупнейших суфийских поэтов.

## Биография
Родился в городе Газни (совр. Афганистан). Сочинять стихи начал в годы правления газневида Масуда III (правил в 1099—1115 годах). Некоторое время жил в Балхе, где занимался религиозными науками и суфизмом. В 1124 году вновь возвратился в Газну. Его, уже ставшего известным поэтом, пригласил к своему двору султан Бахрам-шах (1118—1152), которому Санаи посвятил одно из наиболее значительных своих произведений — дидактическую поэму «Сад истин» («Хадикат аль-хакика», 1131).

## Творчество
Перу Санаи принадлежит ряд крупных произведений, среди которых «Книга подвигов Балха», «Книга любви», «Книга разума». Наибольшей популярностью пользуются поэмы «Сад истины» (в подражание которой через несколько десятилетий Низами напишет свою «Сокровищницу тайн») и «Путешествие рабов божьих к месту возврата».
Из предисловия к русскому переводу Санаи «Путешествие рабов божьих к месту возврата»:

Поэма Санаи «Путешествие рабов божьих к месту возврата» (Сайр ал-'ибад) — авторитетнейший текст иранской средневековой культуры — обычно рассматривается как замечательный образец суфийской эзотерической литературы, в котором в аллегорической форме описано путешествие человека в глубины своего сознания. Вобрав в себя также элементы зороастрийской и, возможно, исмаилитской традиции, этот текст даёт представление о том, как мыслилось устройство человека и его внутреннего мира одному из крупнейших персидских поэтов и философов XII века.
Важная особенность этого произведения (XII век) состоит в том, что его сюжет ВО МНОГОМ СОВПАДАЕТ с сюжетом «Божественной комедии» Данте (XIV век) и во многих местах проясняет его… (!)
Ещё в конце 20-х годов Е. Э. Бертельс и независимо от него Р. Никольсон пришли к выводу о значительном сюжетном сходстве между «Сайр ал-'ибад» и «Божественной комедией». При более же пристальном анализе поэмы Санаи видно, что нефункциональных СХОДСТВ между этими двумя текстами несколько больше, чем это допустимо(!) для простого «странствующего сюжета»…
Как мы уже заметили выше, сопоставляя «Сайр ал-'ибад» с «Божественной комедией», оба текста крайне близки по структуре.

В лирике малых форм представлены все жанры ближневосточной поэзии; её принято классифицировать по тематическому принципу, выделяя аскетические, хвалебные, элегические, сатирические и др. стихотворения. Обращают на себя внимание своей социальной направленностью рубаи Санаи; по форме и содержанию они близки к народным четверостишиям.
Произведения Санаи сыграли большую роль в развитии дидактической линии в поэзии, долго служа образцом для поэтов последующих веков.

## Публикации произведений на русском языке
- «Поэзия народа СССР IV—XVIII веков» (сборник) / Вступ. статья и сост. Л.Арутюнова и В.Танеева. М., «Художественная литература», 1972 («Библиотека всемирной литературы», том 55-й); стр. 196—200. (В сборник включены притчи из поэмы «Сад истин» в переводе А.Кочеткова.)
- «Плоды щедросердия» (сборник) / Сост., подстрочный пер. с фарси, словарь и примечания Г.Алиева и Н.Османова. М., «Художественная литература», 1979; стр. 75-94. (В сборнике представлены рубаи поэта.)
- «Литература Востока в средние века» (тексты) / Под ред. Н.Сазановой. М., издательство МГУ — «Сиринъ», 1996; стр. 59-64. (В книге помещён фрагмент поэмы «Сад истин», а также образцы лирики малых форм.)
- Абу-ль-Маджд Санаи. Поэма «Путешествие рабов божьих к месту возврата» / Пер. с перс., вст. статья и комм. К.Сергеева. М., «ФАЗИС», 2002.